# Prespa, Dobrici
Prespa (în bulgară Преспа, în română Carlâbeichioi) este un sat în comuna Balcik, regiunea Dobrici, Dobrogea de Sud, Bulgaria. 
Între anii 1913-1940 a făcut parte din plasa Balcic a județului Caliacra, România.

## Demografie
Componența etnică a satului Prespa
     Turci (11,68%)
     Bulgari (39,39%)
     Romi (47,61%)
     Nicio identificare (0%)
     Altele (1,29%)
La recensământul din 2011, populația satului Prespa era de 231 locuitori. Nu există o etnie majoritară, locuitorii fiind romi (47,61%), bulgari (39,39%) și turci (11,68%). Pentru 0% din locuitori nu este cunoscută apartenența etnică.